# Estación de ferrocarril de Hohhot
La Estación de Hohhot (en chino tradicional, 呼和浩特站; en chino simplificado, 呼和浩特站; pinyin, Hūhéhàotè zhàn), anteriormente conocida estación de Guisui, es una estación de ferrocarril de la ciudad china de Hohhot, en Mongolia Interior. Fue inaugurada el 2 de mayo de 1921 y está gestionado por la Oficina de Ferrocarriles de Hohhot, sucursal de China Railways. Está conectada al ferrocarril Tanghu y la línea Beijing-Baotou. La línea 2 del metro de Hohhot, que actualmente se encuentra en construcción y se abrirá en junio de 2020, servirá a la estación de tren de Hohhot.

## Historia
La estación se abrió en mayo de 1921, ampliando la línea Jingbao de Zhangjiakou a Hohhot. Inicialmente, se hizo referencia a la estación con nombres más antiguos para Hohhot, incluidos Suiyuan (en chino simplificado, 绥远) o Guisui (en chino simplificado, 归绥). El nombre fue cambiado a Estación Hohhot en 1954. En 1959, el trabajo comenzó en el sitio occidental (en chino, 西场) de la Estación Hohhot. El sitio occidental entró en uso en 1965 y, en 1966, todos los trenes de mercancías fueron desviados aquí. Se convirtió en una práctica común referirse al sitio principal como Estación de Pasajeros Hohhot (en chino, 呼和浩特客站).
En 1981, la Autoridad Ferroviaria de Hohhot publicó un documento oficial que declaraba que la estación era una estación de tránsito de nivel uno.
En 2008 se construyó una nueva estación llamada estación de ferrocarril de Hohhot Este (en chino tradicional, 呼和浩特东站; pinyin, Hūhéhàotè dōng zhàn). Ambas estaciones dan servicio a trenes de pasajeros, con servicios de Hohhot Este que se dirigen al oeste hacia Yinchuan, Lanzhou y Chengdu. Los trenes desde la estación de tren de Hohhot continúan dando servicio al este, incluidos Beijing, Shanghai, Guangzhou, Shenyang y Wuhan. Los trenes de la estación de trenes Hohhot Este también pasan por la estación original de Hohhot.